# Saunasaari (ö i Norra Savolax, Norra Savolax, lat 63,27, long 26,69)
Saunasaari är en ö i Finland. Den ligger i sjön Pielavesi och i kommunen Pielavesi i den ekonomiska regionen  Övre Savolax ekonomiska region  och landskapet Norra Savolax, i den centrala delen av landet, 400 km norr om huvudstaden Helsingfors. Öns area är 4,1 hektar och dess största längd är 310 meter i sydöst-nordvästlig riktning.